# Duje Strukan
Duje Strukan 16. listopada 1984.), hrvatski nogometni sudac iz Splita. Sudac najvišeg ranga u Hrvatskoj, 1. HNL, iz kategorije elitne skupine. Studenoga 2016. odlukom Komisije za sudce pri HNS-u, sastavljen je popis popis međunarodnih arbitara za 2017. godinu i na nj je uvršten Strukan, čime je dobio FIFA-in znak i postao novi međunarodni nogometni sudac.